# 사회주의애국청년동맹
사회주의애국청년동맹(社會主義愛國靑年同盟, 영어: Socialist Patriotic Youth League)은 조선민주주의인민공화국의 공민 중 만 14살부터 30살까지 모든 청년 학생이 의무로 가입하도록 되어 있는 최대의 근로단체이자 사회단체이다.
1946년 1월 17일 창립한 '북조선민주청년동맹'(北朝鮮民主靑年同盟, Democratic Youth League of North Korea)에 연원을 두고 있으며, 1949년 '조선민주청년동맹', 1964년 '사회주의노동청년동맹', 1996년 '김일성사회주의청년동맹' 등으로 명칭이 바뀌다가 2016년 8월 청년동맹 9차대회에서 이름 '김일성-김정일주의 청년동맹'으로 변경되었다. 2021년 4월 27일부터 열린 청년동맹 제10차 대회에서 사회주의애국청년동맹으로 이름을 변경하였다.
조선로동당의 영도를 받으며 조선소년단을 지도한다. 또한 청소년에 관한 조선민주주의인민공화국의 정책 방향을 대변한다. 조선직업총동맹, 조선사회주의녀성동맹, 조선농업근로자동맹과 함께 조선민주주의인민공화국의 4대 근로 단체로 여겨지고 있으며 조선민주주의인민공화국의 입법부인 최고인민회의의 구성원이기도 하다.
청년동맹은 산하에 학생소년궁전, 만경대학생소년궁전, 송도원국제야영소, 청년문화회관 등을 두고 있고, 기관지 《청년전위》와 《새날신문》, 《대학생》 등을 발행하고 있다.

## 같이 보기
- 청년중앙회관
- 청년야외극장
- 청년전위
- 자유 독일 청년단
- 홍위병(문화 대혁명)